# Halsstab

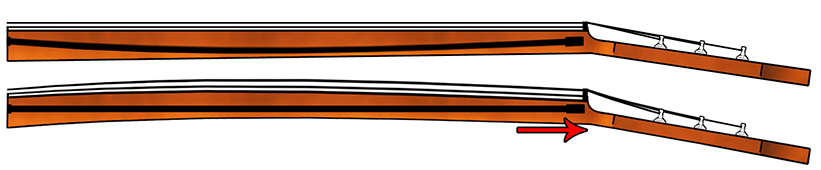
Schematische Darstellung der Funktionsweise des Halsstabs bei Gitarren

Der Halsstab, auch Halseinstellstab,  Halsspannstab, Nuss, Spannstab und Verstellstab genannt (englisch Truss rod), ist eine verstellbare Stange aus Stahl, die innenliegend in den Hals von einigen Musikinstrumenten aus der Familie der Lauten eingebaut wird. Die Stange wirkt, unter Spannung gesetzt, der Zugkraft der Saiten entgegen und gleicht so die dadurch verursachte Krümmung des Instrumentenhalses aus. Da Darm- und Nylonsaiten nur eine geringe Zugkraft auf den Hals ausüben, werden Halsspannstäbe vor allem bei Zupfinstrumenten mit Stahlsaiten verwendet. Besonders Westerngitarren, Archtop-Gitarren, Solidbody-E-Gitarren und E-Bässe besitzen in aller Regel einen Halsspannstab.

## Geschichte
Bereits zu Beginn des 18. Jahrhunderts haben Gitarrenbauer auf verschiedene Weise nach einer Verstärkung des Halses gesucht, um dem teilweise enormen Saitenzug am Hals entgegenzuwirken. Die ersten Halsstäbe bestanden lediglich aus einem Streifen Ebenholz, was für die damaligen Verhältnisse vollauf genügte, da die verwendeten Darmsaiten keinen besonders hohen Saitenzug aufwiesen. Zu Beginn des 19. Jahrhunderts begannen amerikanische Gitarrenhersteller damit, Stahlsaiten-Gitarren herzustellen, deren Saitenzug sehr viel höher war als jener von Darmsaiten, wodurch der bis dahin verwendete Ebenholzstreifen zur Verstärkung des Halses oft nicht mehr ausreichte. So begannen die Konstrukteure, den Halsquerschnitt zu vergrößern, worunter wiederum die Bespielbarkeit litt, da diese Hälse kaum zu umgreifen waren.
In den frühen 1920er-Jahren erfand Lloyd Loar, zu dieser Zeit Leiter der Entwicklungsabteilung des US-amerikanischen Musikinstrumentenherstellers Gibson Guitar Corporation, den einstellbaren Stahlstab, der es ermöglichte, die Hälse wieder schlanker zu gestalten. Bis zum Anfang der 1950er-Jahre durften auf Grund des Patentrechtes nur Gitarren von Gibson einen solchen Stab eingebaut haben. Nach Ablauf des Patentes wechselten alle Gitarrenhersteller zum einstellbaren Stahlstab – bis auf Martin Guitars, die erst ab 1985 einen justierbaren Stahlstab verwendeten.

## Konstruktion

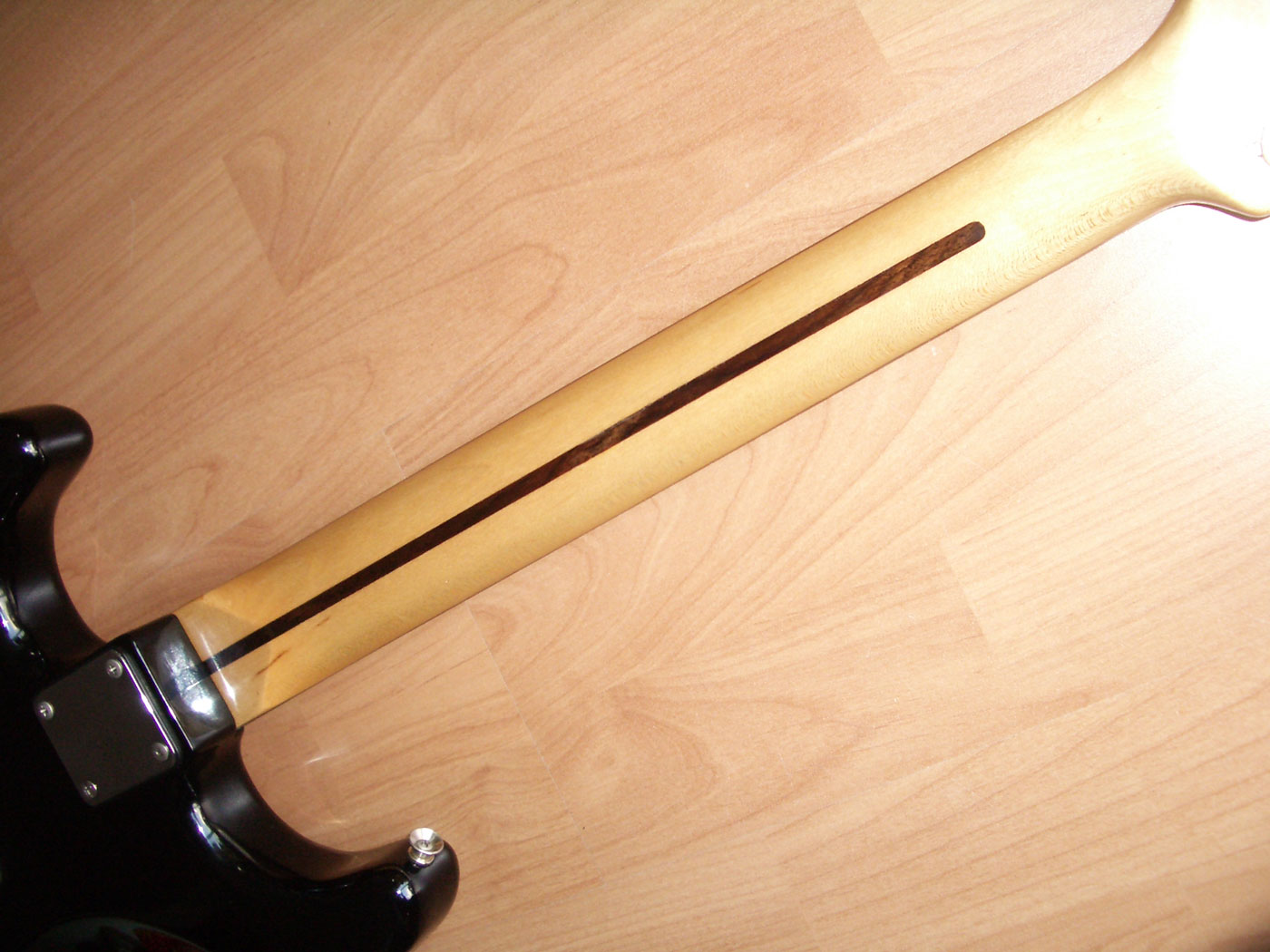
Hals einer E-Gitarre mit sichtbarer Verfüllung der Fräsung für den Halsstab (“Skunk Stripe”)

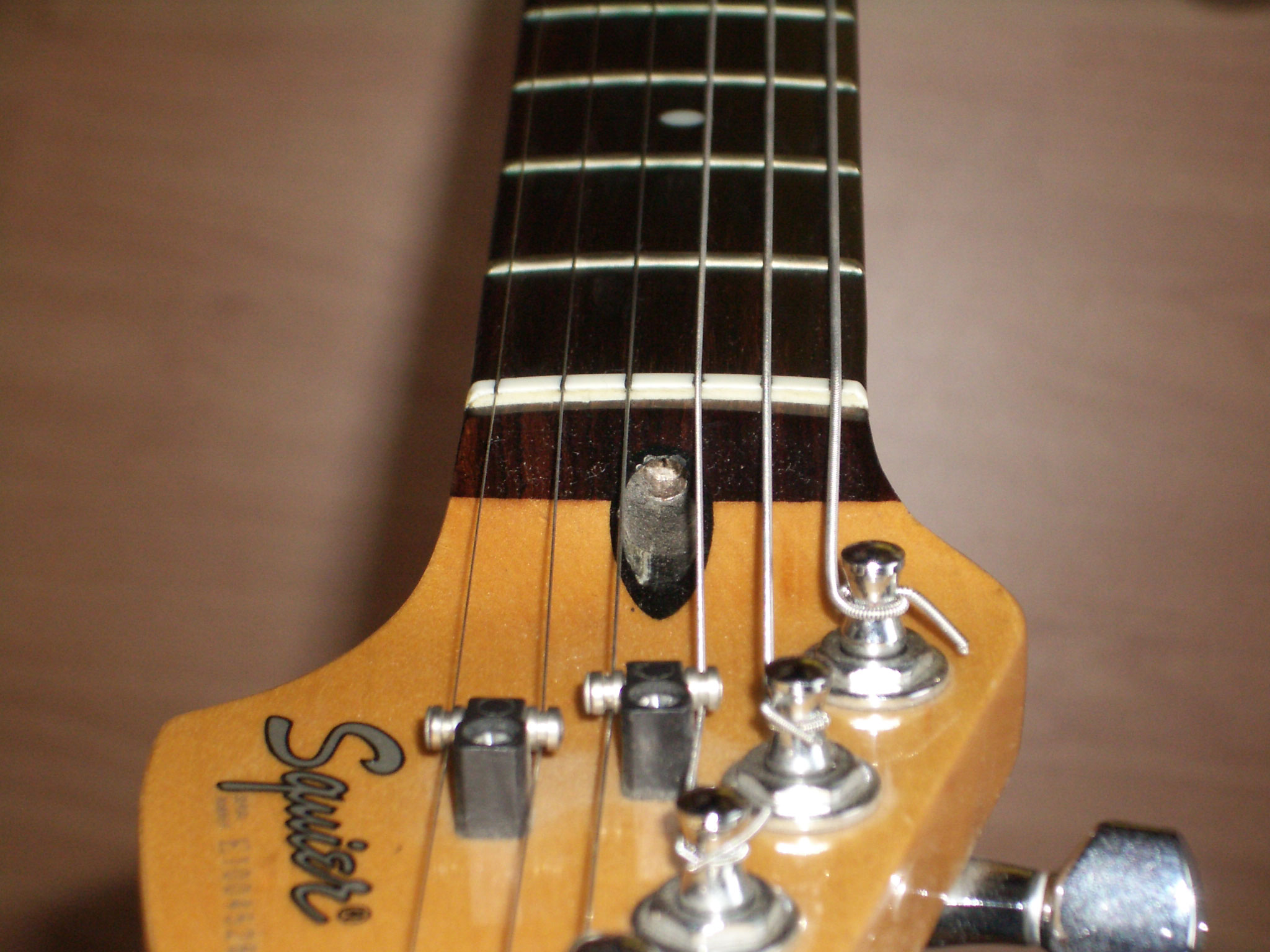
Einstellmöglichkeit (Bildmitte) des Spannstabes mittels Innensechskantschraube von der Kopfplatte aus.

Der Halsstab liegt in einem Längskanal im Innern des Halses. Die Fräsung und das Einsetzen des Stabes geschieht dabei entweder von der Griffbrettseite aus, bevor das Griffbrett mit dem Hals verleimt wird, oder von der Halsrückseite aus. Im letzteren Fall kann, wenn der Hals nicht deckend lackiert wird, die Verfüllung des Fräskanals von außen wahrgenommen werden. Teilweise wird dafür ein andersfarbiges Holz verwendet (sogenannter Skunk Stripe). Der Kanal für den Stab beschreibt, vom Griffbrett her betrachtet, einen leicht konvexen Bogen. In der Mitte des Halses ist der darin liegende Stab demnach dem Griffbrett am fernsten. An den Enden ist er so gegen das Holz des Halses verschraubt, dass er unter Zugspannung gesetzt werden kann. Die Einstellung dieser Spannung wird je nach Gitarrenmodell entweder am Kopfende (bei teuren Modellen meist unter einer dekorativen und aufgeschraubten Platte, der Halsstabeinstellschraubenabdeckplatte – englisch Truss rod cover, verborgen) oder am mit dem Instrumentenkorpus verbundenen Ende des Halses vorgenommen. Besonders bei letzterer Bauweise kann die Einstellung des Halsstabs bei einigen Instrumententypen mit Schraubhals nur nach dem Abschrauben des Halses erfolgen. Es gibt verschiedene Lösungen für dieses Problem – meist mit dem Ziel, den Spannstab nach außen möglichst zu verstecken, die Einstellung desselben aber dennoch komfortabel zu gestalten.

## Wirkungsweise
Setzt man den Halsstab unter Spannung, so bewirkt die Krümmung des Stabes, dass das Griffbrett in der Mitte nach oben gedrückt wird und sich der Hals, vom Spieler aus betrachtet, nach hinten biegt. Dieser Tendenz wirkt jedoch der Zug der Saiten entgegen. Bei optimal eingestelltem Hals wird sich dieser sogar leicht nach vorne biegen, da die Saitenschwingung in der Mitte der Saitenlänge beim Spielen des Instruments die größte Amplitude hat. Ist die Spannung des Stabes zu groß, ist der Hals ganz gerade oder biegt sich nach hinten. Die Saiten berühren dann beim Anschlagen schnell das Griffbrett (bei bundlosem Hals) oder die Bünde und scheppern. Ist die Spannung des Spannstabs zu schwach eingestellt, biegt sich der Hals zu weit nach vorne. Dann tritt das Problem auf, dass die Bespielbarkeit des Instruments durch die hohe Saitenlage (Abstand der Saiten zum Griffbrett) verschlechtert wird. Präzises Spiel und gute Intonation sind so schwerer möglich. Zum Einstellen des Spannstabes mittels der Einstellschraube (engl. bullet) mit einem Inbusschlüssel oder einem Schraubendreher ist zu empfehlen, die Saiten vorher zu stimmen. Optimal ist der Stellstab eingestellt, wenn der Hals leicht hohl ist, sodass wenn man die Saiten am ersten und letzten Bund auf die Bünde drückt, ca. 0,8 mm Luft zwischen der Saite und dem vierten Bundstäbchen hat.
In der Regel sollten neue Instrumente ab Werk mit einer guten Einstellung des Halsstabs ausgeliefert werden. Eine Justage des Stabes kann zum Beispiel angebracht sein, wenn Saiten einer anderen Stärke aufgezogen werden.